# عبد الله بن محمد باحسن
عبد الله بن محمد باحسن (1278 - 1347 هـ) شاعر وأديب ومؤرخ من أعلام مدينة الشحر بحضرموت. وهو ملحن وموسيقار كذلك اهتم بالموسيقى وأنشأ فرقة للغناء الصوفي والطربي، وأدخل عليها بعض الآلات، وغنى له أشعاره رفيقه سلطان بن الشيخ علي بن هرهرة. وخلف اللحن الحضرمي المشهور «لك البشارة ملكت القلب». له كتاب في تاريخ الشِّحر وتراجم علمائها وصوفيتها يُسمى «النفحات المسكية في أخبار الشحر المحمية»، كما أنَّ له نتاجات أدبية مازالت مخطوطة.

## نسبه
عبد الله بن محمد بن عبد الله بن أبي بكر بن علي بن سالم بن عبد الله بن محمد بن سالم بن أحمد بن عبد الرحمن بن علي بن محمد جمل الليل بن حسن المعلم بن محمد أسد الله بن حسن الترابي بن علي بن الفقيه المقدم محمد بن علي بن محمد صاحب مرباط بن علي خالع قسم بن علوي بن محمد بن علوي بن عبيد الله بن أحمد المهاجر بن عيسى بن محمد النقيب بن علي العريضي بن جعفر الصادق بن محمد الباقر بن علي زين العابدين بن الحسين السبط بن علي بن أبي طالب، وعلي زوج فاطمة بنت محمد ﷺ.
فهو الحفيد 33 لرسول الله محمد ﷺ في سلسلة نسبه.

## مولده ونشأته
وُلد في مدينة الشحر بساحل حضرموت عام 1278 هـ. ونشأ بين أهله ومنطقته، ودرس القرآن في إحدى المعلمات الشحرية، كما أحكم الخط وأتقنه كتابة وفهما، وتلقى علوم الفقه والتصوف على علماء الشحر، ومتتلمذا في رباط علي بن محمد الحبشي بسيئون. وكان يستهويه السماع وأصوات الطيران والدفوف حتى إذا لم يجد من يطربه ويشجيه تغنى بصوته الحسن كوراثة من أبيه وجده، وإلى اليوم إذا غنى المغنون بالشحر أو أطرب المطربون فإنما يتغنون ويطربون بأشعاره الحمينية لرقتها وعذوبتها وبلاغتها وانسجامها وبهجة ألوانها.

## شيوخه
تلقى علومه اللغوية والدينية عن عدد من العلماء منهم:
| - والده محمد بن عبد الله باحسن - محمد بن أحمد الشاطري - علي بن حسن البيض - علي بن محمد الحبشي | - ناصر بن صالح اليافعي - محمد بن سالم باطويح - جعفر بن محمد العطاس - أحمد بن حسن العطاس | - عبد الله بن سالم عيديد - عبد القادر بن أحمد بن طاهر - علوي بن عبد الرحمن المشهور - شيخان بن عبد الله السقاف | - عبد الله بن محسن السقاف - سالم بن محمد باوزير - عمر باسلامة |

## شعره
ديوانه بنوعيه القريضي والحميني فيه ألوان شتى من الألوان الشعرية كالمديح والرثاء والغزل وغير ذلك. فمن قصيدة إلى وزير الدولة القعيطية حسين بن حامد المحضار:

## مؤلفاته
له مقامات تناولت موضوعات مختلفة، قال الأديب محمد عبد القادر بامطرف: «إذا نظرنا إلى المقامات التي كان يكتبها كل من باحسن وبامعيبد نجد أنها تتشابه من حيث الشكل الأدبي العام، أي أنها تكتب بلغة يمتزج فيها اللفظ السهل الفصيح باللفظ العامي المتداون، وكانت تلتزم السجع في جملتها، وأنا قد تراعي أو لا تراعي القواعد النحوية، وذلك لأن المقصود منها كان على الدوام إذاعتها على أوسع نطاق ممكن داخل مجال باحسن وفي الأوساط الشعبية». وكتب عن تاريخ ثغر الشحر في «النفحات المسكية في أخبار الشحر المحمية» به تراجم كثير من علماء الشحر وصوفيتها وأعيانها وذكريات سياسية وتاريخ الدولة الناجيّة وغير ذلك.

## وفاته
توفي ظهر يوم الاثنين السابع عشر من شهر ربيع الثاني سنة 1347 هـ، وقد دفن في صباح اليوم الثاني لوفاته في قبة باهارون بالشحر، وقبره معروف يزار.

## روابط خارجية
- عبد الله بن محمد باحسن جمل الليل - معجم البابطين لشعراء العربية في القرنين التاسع عشر والعشرين.
- ملف عن الشاعر عبد الله بن محمد باحسن ـ صحيفة شبام.